# Djurängshagarna

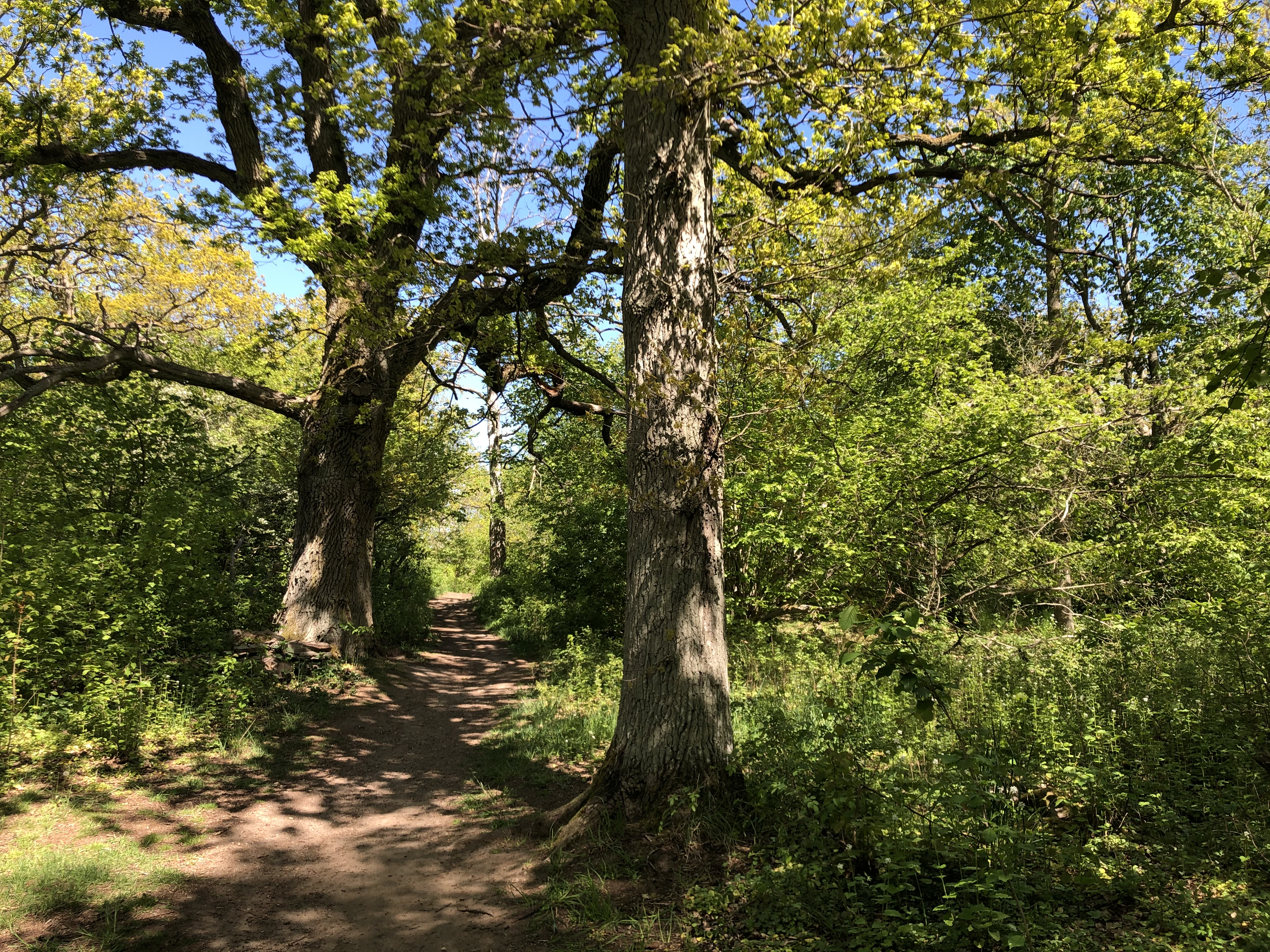
Den västra delen av Djurängshagarna domineras av ek och hassel.

Djurängshagarna är ett kommunalt naturområde i stadsdelen Djurängen i Kalmar. Ursprungligen tillhörde det Skälby kungsgårds marker och användes till bete och slåtter, men i och med stadens tillväxt så är det idag helt omgivet av bebyggelse. Djurängshagarna omfattar ca 16 hektar, mestadels lövskog, och delas av en cykelväg i nord-sydlig riktning på den gamla banvallen. Området öster om denna kallas Djurängsbacken och har mager jordmån och en öppen hagmarksbetonad skog dominerad av ek, medan området väster om banvallen har mer lundkaraktär, med rik förekomst av grovstammiga ekar och utvecklade hasselpartier. Djurängshagarna utgör tillsammans med andra områden (som exempelvis Tjuvbackarna) rester av ett gammalt jordbrukslandskap med lång kontinuitet av ädellövträd och har höga kvaliteter för insekter knutna till gammal ek. I området finns också lämningar från yngre järnåldern.